# Estadio Olímpico de San Marino
El Estadio Olímpico de San Marino (en italiano: Stadio Olimpico), también llamado Estadio Olímpico de Serravalle, o simplemente Estadio de San Marino, es un recinto multiusos situado en la ciudad de Serravalle, San Marino, en la esquina noreste del país. Fue inaugurado en 1969 y posee una capacidad para 7,000 espectadores sentados. 
Actualmente es la sede de la selección de fútbol de San Marino y de algunos clubes del Campeonato sanmarinense de fútbol como el Cosmos, el Faetano y el Folgore/Falciano. Además, es utilizado frecuentemente por otros equipos de la república cuando participan en competencias internacionales (sobre todo europeas), debido a que sus respectivos inmuebles no cumplen con los requerimientos necesarios para albergar encuentros de esta índole. 
En 2019 fue una de las sedes de la Eurocopa Sub-21 que organizó San Marino junto a Italia, convirtiéndose en el primer y único torneo oficial hasta la fecha disputado en el país.